# Четвёртый мост тайско-лаосской дружбы
Четвёртый мост тайско-лаосской дружбы (тайск. สะพานมิตรภาพ ไทย-ลาว แห่งที่ 4, лаос. ຂົວມິດຕະພາບ ລາວ-ໄທ) — автомобильный мост через реку Меконг, соединяет провинцию Таиланда Чианграй и Хуайсай в Лаосе. Мост был открыт 11 декабря 2013 года. 

## Размер и расположение
Длина моста — 630 метров (основной пролет 480 метров) и ширина — 14,7 метров. Он расположен примерно в 10 километрах от Ампхое Чанг Хонг, в северо-восточной части провинции Чианграй, в северной части Таиланда, и около 12 км от Хуайсая, столицы провинции Бокэу, на северо-западе Лаоса.
К северу от моста, 6-километровая дорога соединяет мост с лаосским шоссе R3A. На юге, 3-километровая дорога соединяет мост с шоссе Чан Хонг-Тхоен и шоссе 1129 в Таиланде.

## История
Мост финансировался совместно правительствами Таиланда, Лаоса и Китая, наряду с Азиатским банком развития. В бюджет проекта выделили около 1900 миллионов тайских батов.
12 декабря 2012 года церемония присоединения двух сторон моста состоялось в Хуайсае, Лаос. Год спустя, 12 декабря 2013 года, мост был официально открыт на церемонии под председательством принцессы Маха Чакри Сириндорн.